# Eddie Carey
Eddie Carey (* 11. Mai 1960) ist ein ehemaliger US-amerikanischer Sprinter, der sich auf den 400-Meter-Lauf spezialisiert hatte.
1983 siegte er bei den Panamerikanischen Spielen in Caracas in der 4-mal-400-Meter-Staffel.
Seine persönliche Bestzeit von 44,94 s stellte er am 2. Juli 1983 in Colorado Springs auf.